# Пролетарське (електродепо, Нижній Новгород)
Електродепо́ «Пролета́рське» (ТЧ-1, рос. Пролета́рское) — електродепо Нижньогородського метрополітену, обслуговує Автозаводську і Сормовсько-Мещерську лінії.

## Історія
Відкрито 18 листопада 1985 року.

### Лінії, які обслуговуються
| # | Лінія                      | Роки   |
| - | -------------------------- | ------ |
| 1 | Автозаводська лінія        | з 1985 |
| 2 | Сормовсько-Мещерська лінія | з 1993 |

### Рухомий склад
- 81-717/714 — з 1985 року
- 81-540Б/541Б — з 1991 року

У депо знаходяться 20 складів із чотирьох вагонів, на лінії одночасно працюють 6-10 складів, після 22-ї години — 3.